# Moana
Moana (prt: Vaiana; bra: Moana - Um Mar de Aventuras) é um filme de animação estadunidense de 2016, dos gêneros comédia e aventura, dirigido por John Musker e Ron Clements para a Walt Disney Animation Studios, com roteiro dos próprios diretores e ainda Jared Bush, Chris Williams, Don Hall, Pamela Ribbon, Aaron Kandell e Jordan Kandell.
É o 56.º filme do estúdio e também o 3.º filme animado musical em CGI da Disney, e distribuído pela Walt Disney Pictures. O filme é estrelado pela novata Auli'i Cravalho como Moana e Dwayne Johnson como Maui.
O filme conta a história de Moana, a filha querida do chefe de uma comunidade da etnia Motonui da Polinésia, escolhida pelo próprio oceano para reunir uma relíquia mística a uma deusa. Ela zarpa em busca de Maui, um semideus lendário e espera salvar seu povo.
Moana estreou 23 de novembro de 2016 nos Estados Unidos e 24 de novembro de 2016 em Portugal, nos formatos Disney Digital 3-D, RealD 3D, D-Box, e grandes formatos premium. O filme, juntamente com Zootopia, marca a primeira vez desde 2002 que a Walt Disney Animation Studios lançou dois filmes no mesmo ano. Após o lançamento, o filme recebeu a aclamação da crítica com elogios direcionados à sua animação, música e dublagem. Moana arrecadou 642 milhões de dólares em todo o mundo. Estreou em 5 de janeiro de 2017 no Brasil.
Uma sequência intitulada Moana 2 foi lançada em 2024.

## Enredo
Te Fiti, uma deusa da ilha, criou toda a vida e se tornou uma ilha. O coração de TeFiti, uma pequena pedra pounamu, foi roubado pelo semideus Maui para presentear os humanos com ela, no intuito de ser amado. Após roubar o coração de Tefiti, ele encontra o monstro de lava Te Ka, que fez com que seu anzol e o coração desaparecessem no oceano. Por causa do coração sendo roubado, as ilhas que TeFiti criou foram amaldiçoadas.
Um milênio mais tarde, Moana Waialiki quando criança descobre o coração enquanto ela está coletando conchas perto do oceano. Depois que seu pai o chefe Tui ordena que ela volte para a aldeia, ela nunca mais vê o coração até que ela cresça. Moana, agora uma adolescente, tem a responsabilidade de se tornar a próxima chefe da ilha, por insistência do seu pai, mas devido à estreita amizade com sua avó Tala, mantém seu sonho de deixar a ilha viva. Ela logo descobre que todos os peixes desapareceram das praias da vila, e os cocos estão estragados. Moana insiste em ir além do recife para pegar mais peixes, mas seu pai desanima seu pedido, irritado por seus desejos. Sua mãe, Sina Waialiki, confessa que seu pai age assim por causa da perda de seu amigo mais íntimo, quando eles viajaram pelas águas implacáveis uma noite em sua juventude.
Tala encontra Moana na praia depois que ela tenta navegar além do recife apenas para naufragar de volta para casa, e mostra à Moana uma caverna secreta escondida atrás de uma cachoeira. Dentro estão os barcos à vela que seus antepassados criaram. Ao bater no tambor, ela descobre que eles eram viajantes. Então, Tala dá a Moana o coração de Te Fiti, depois de mostrar-lhe a maldição que drena a vida das árvores e da própria ilha, dizendo que é a única maneira de salvar seu povo. Ela vai até seu pai e fala o que Tala lhe disse, mas ele não acredita e vê isso como uma outra desculpa para ela sair da ilha.
Mais tarde, Tala está doente e é encontrada morrendo em seu leito. Nos seus últimos fôlegos, ela diz a Moana para ir salvar seu povo e lhe dá o colar usado para carregar o coração.
Moana parte com um dos veleiros encontrados na caverna e com Heihei, um galo mudo que estava acidentalmente guardado no veleiro. Ela quer encontrar Maui seguindo uma constelação que parece seu anzol, mas uma onda vira seu veleiro e a bate inconsciente. Ela acorda na manhã seguinte em uma pequena ilha habitada por Maui, que aprisiona Moana em uma caverna depois de distraí-la. Ele rouba seu veleiro enquanto ameaça comer Heihei. Depois de escapar da caverna, o oceano envia Moana de volta ao veleiro para convencer Maui. Ela mostra-lhe o coração e pede-lhe para ajudá-la a devolvê-lo, mas Maui se afasta temendo que o coração seja uma armadilha para a pessoa que o carrega e que outras criaturas matariam para roubá-la pra si.
Imediatamente depois que Heihei come o coração durante um encontro com pequenos piratas pigmeus conhecidos como Kakamora, os Kakamora roubam Heihei forçando Moana a recuperá-lo, depois que Maui descobre sua incapacidade de navegar quando eles tentam escapar. Depois que Moana recupera Heihei dos Kakamora, Maui é capaz de impedir seus barcos à vela de colidirem uns nos outros e os três ficam ilesos. Maui concorda em ajudar a trazer o coração de volta para Te Fiti. Mas para fazer isso, ele precisa de seu anzol, que está escondido no Reino dos Monstros, com um caranguejo gigantesco chamado Tamatoa. Em seu covil, Maui mal recupera o anzol enquanto Moana distrai Tamatoa fazendo com que ele cante sobre si mesmo. Mais tarde, Maui e Moana escapam de sua toca e Tamatoa é deixado encalhado em suas costas em um último esforço para agarrar os dois. De volta ao veleiro, Maui fica deprimido por ser incapaz de mudar de forma com o anzol, mas decide finalmente ensinar a Moana a navegar em vez disso, depois que o oceano entorpece seu traseiro com um dardo de sopro.
Moana descobre que Maui roubou o coração para uma aldeia que ele cuidou, uma vez que lhe foi dado seus poderes pelos deuses. Através de algum incentivo de Moana, Maui tem a força para mudar de forma com facilidade, conseguindo se transformar em um falcão. Os dois se tornam amigos enquanto ela aprende mais sobre como ser um escolhido pelo oceano. Eles chegam a Te Fiti onde Te Ka aparece e tenta destruí-los. Maui tenta lutar e diz para Moana ficar para trás. Ela ignora seu aviso, o que leva Te Ka a destruir parcialmente o anzol de Maui, danificando-o severamente e enviando-os para longe através do oceano. Com raiva, Maui deixa Moana encalhada, temendo que lutar com Te Ka destruirá permanentemente seu anzol. Ele voa para longe depois de dizer a ela que o oceano escolheu a pessoa errada para salvar o seu povo, que é algo que ela tem tentado descobrir o porquê.
Depois de tristemente dizer ao oceano para levar o coração para outra pessoa, Tala aparece em forma espiritual e a incentiva a descobrir quem ela é baseado no que ela aprendeu, o que ela viveu, quem ela conheceu e de onde ela vêem. Moana orgulhosamente percebe quem ela pretende ser dentro de si mesma e o que a define, e nada para recuperar o coração. Usando suas habilidades de escolhida pelo oceano, ela retorna a Te Fiti e consegue passar por Te Ka para levar o coração. Maui retorna também mudando o coração para distrair Te Ka. Moana, ao atingir o topo da montanha, percebe que a ilha se foi e que Te Ka é realmente Te Fiti sem seu coração. Ela pede ao oceano para limpar um caminho para que ela possa ter Te Fiti perto. Ela se conecta com Te Fiti e abre os olhos para mostrar o que ela se tornou. Te Fiti se acalma e deixa Moana restaurar seu coração que traz tudo, incluindo sua volta ao normal.
Te Fiti, agora totalmente restaurada e a maldição destruída, acredita que Maui deve ser deixado para pedir desculpas por suas ações, o que ele faz. Maui, em troca, é concedido um novo anzol e voa para se encontrar com seus aldeões. Antes de sair, Maui despede-se a Moana com um abraço, agradecendo a ela por tudo o que fez.
Moana retorna então a sua ilha, onde tudo volta ao normal e os aldeões retornam ao oceano, liberando os barcos da caverna escondida. Como a nova chefe, Moana coloca a pedra (uma concha que ela recolheu quando ela era pequena) na montanha mais alta, onde muitos chefes colocaram pedras para reivindicar sua liderança e parte com o resto dos moradores em busca de novas ilhas com Maui em sua forma de falcão.
Em uma cena de pós-créditos, Tamatoa ainda está deitado de costas e pergunta se as pessoas se importariam mais se seu nome fosse Sebastião e tivesse um sotaque jamaicano (referência A Pequena Sereia).

## Elenco

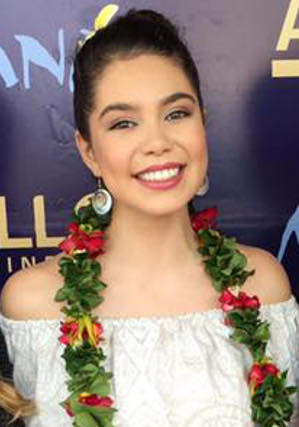
Auli'i Cravalho na estreia do filme em Samoa, 15 de dezembro de 2016.

- Auli'i Cravalho como Moana Waialiki, uma adolescente aventureira de 16 anos de idade que é a filha única do Chefe Tui. Desde pequena, avó Tala lhe conta as histórias e feitos dos povos da Polinésia, como eles navegaram por milhares de anos pelo oceano Pacífico povoando as ilhas que encontraram. Inspirada por essas histórias, Moana decide seguir os passos de seus ancestrais e navegar pelo oceano também. No Brasil, Any Gabrielly.[14] Em Portugal, Luz Fonseca[15] (diálogos) e Sara Madeira (canções).[16]
- Dwayne Johnson como Maui, um semideus cujo grandes feitos passados renderam a ele fama e prestígio no folclore dos povos polinésios, mas cujo auto reclusão de centenas de anos é interrompida com a chegada acidental de Moana a sua ilha. Ele possuí um anzol mágico. No Brasil, Saulo Vasconcelos.[17]Em Portugal, Pedro Bargado.[15]
- Temuera Morrison como Chefe Tui, o pai super protetor de Moana e chefe da ilha Motonui.[18] Christopher Jackson foi a voz nas músicas de Tui.[19] Em Portugal, Ricardo Monteiro.[15]
- Nicole Scherzinger como Sina, mãe de Moana.[18] Em Portugal, Raquel Ferreira.
- Rachel House como avó Tala, uma velha que tem uma relação estreita com Moana e compartilha da sua paixão pelo oceano.[18] Em Portugal, Custódia Gallego.[15]
- Alan Tudyk[20] como Hei Hei, o galo de estimação de Moana e Maui, descrito como "o personagem mais idiota na história da Disney" por Ron Clements.[21] Tudyk também será a voz de outros dois personagens com um membro da vila de Moana.[22]
- Jemaine Clement como Tamatoa, o caranguejo gigante e dono do Reino dos Monstros. Em Portugal, Vítor Norte.[15]

## Produção

Arte conceitual mostrando Maui (esquerda) e Moana (direita) usando um veleiro típico dos povos polinésios para navegar até uma ilha.

Depois de dirigir A Princesa e o Sapo, Musker e Clements começaram a trabalhar em uma adaptação de Mort de Terry Pratchett, mas problemas de direitos autorais os impediu de continuar com esse projeto. Para evitar problemas semelhantes, eles apresentaram três novas ideias originais à Disney, e em 2011 começaram a desenvolver Moana. Este será o primeiro filme de Musker e Clement animado totalmente por computador, e Moana Waialiki será a primeira princesa polinésia da Disney. Embora inicialmente houve rumores do filme ser feito na técnica que mistura animação à mão e por computador vista no curta Paperman, Musker disse que é "muito cedo para aplicar a técnica híbrida de Paperman em um filme. A interface digital ainda tem uma série de problemas de produção (incluindo a cor) que precisam ser aperfeiçoados". Uma das razões para a utilização de animação por computador era que o ambiente, incluindo o oceano, é muito mais beneficiado do uso de CGI em oposição a uma animação tradicional. Os cineastas também sugeriram que a animação tridimensional por computador é bem adequada à "bela escultura" dos rostos das pessoas do Pacífico Sul. As tatuagens de Maui são desenhadas à mão.
Taika Waititi escreveu o roteiro inicial para o filme. Versões subsequentes foram escritas por Pamela Ribon, Aaron Kandell e Jordan Kandell, e Jared Bush. Eric Goldberg trabalhou na animação.
Em 20 de outubro de 2014, a Disney anunciou que a data de lançamento de Moana será em 2016. Dubladores confirmados incluem Dwayne Johnson, anunciado em 04 de dezembro de 2014, como a voz de Maui. A cantora Dinah Jane Hansen do girl group Fifth Harmony fez testes para o papel de Moana, mas após inúmeras audições pelo Pacífico, a nativa do Havaí, Auli'i Cravalho, foi a escolha final para o papel da protagonista.
O personagem de Johnson é baseado em Māui, um dos mais importantes personagens da mitologia dos povos da Polinésia. Histórias sobre suas viagens são contadas por praticamente todos os povos polinésios em todas as ilhas e regiões que habitam. Māui, na maioria dos casos, é caracterizado como um semideus, e algumas vezes como completamente divino. Nas histórias, ele possui um arpão mágico que ele usou para "pescar" as ilhas da Polinésia e deixá-las próximas umas das outras; em outras, ele usou o arpão para "pescar" o Sol e desacelerar o seu percurso, assim criando o período de 24 horas. Dwayne Johnson, o dublador do personagem, possui ancestralidade samoana. Sobre o filme, ele disse: "É a minha herança. Eu sou, com muito orgulho, metade-samoano e metade-negro".
O cineasta neozelandês de origem Maori, Taika Waititi, escreveu rascunhos iniciais do roteiro. As canções do filme foram escritas por Opetaia Foa'i, Mark Mancina, e Lin-Manuel Miranda. A banda de Foa'i, Te Vaka, de música tradicional da Polinésia irá tocar no filme. Dave Metzger vai conduzir e organizar a orquestra da trilha sonora do filme.

## Lançamento
Moana foi revelado no calendário da Disney em março de 2014 como um filme sem título. Em 20 de outubro de 2014, a Disney anunciou oficialmente o filme e confirmou o lançamento para final de 2016. Em 10 de novembro, a Disney confirmou a data de lançamento para 23 de novembro de 2016 nos Estados Unidos.
Moana foi intitulado Vaiana em Portugal, na Bélgica, Croácia, França, Alemanha, Hungria, Espanha, Escandinávia e nos Países Baixos devido a uma coincidência de nomes com uma marca já registrada nesses países. Outro país em que o nome do filme foi trocado foi a  Itália e rebatizado como Oceania, enquanto o nome da protagonista foi padronizado com o resto da Europa.A questão em si para a troca de nome de forma específica na Italia é que tanto pais e crianças poderiam associar o nome do filme a atriz pornográfica Moana Polizzi que mesmo morta ainda sucita muita polêmica no país.
O primeiro poster foi divulgado no dia 08 de junho de 2016 por Dwayne Johnson no Twitter, e o primeiro teaser trailer foi lançado no dia 12.
Em 25 de outubro de 2016, em uma conferência de imprensa em Papeete, foi anunciado que Moana será o primeiro filme a ser totalmente dublado em língua taitiana. Esta é a terceira vez que a Disney lançou uma dublagem especial dedicada à cultura que inspirou o filme: o primeiro caso foi O Rei Leão, para o qual os diretores viajaram para a África do Sul para lançar os dubladores para a versão Zulu; E o segundo caso foi Mulan, que teve duas dublagens específicas para a língua Mandarim,uma feita para a China Continental e outra para Taiwan.Se denota que em ambas as versões alguns dubladores como a cantora Coco Lee e o ator Jackie Chan foram mantidos dadas a sua popularidade em ambos mercados.
A Disney Índia escolheu o popular compositor de música indiana Bappi Lahiri para fazer o personagem de Tamatoa na versão do filme para lançamento na Índia. Na Rússia, Tamatoa foi interpretado por um cantor popular, Ilya Lagutenko, que executou a canção com suas entonações "meowing" distintivas.

## Recepção

### Bilheterias
Em 8 de janeiro de 2017, Moana tinha arrecadado US$ 225 394 182 nos EUA e no Canadá e US$ 224 700 000 em outros países, totalizando US$ 450 094 182. Até o momento, a Disney se recusou a divulgar o orçamento de produção do filme, embora a maioria de seus filmes de animação custam em torno de US$ 150 milhões.

#### América do Norte
Nos Estados Unidos e no Canadá, Moana foi lançado durante o lucrativo fim de semana de Ação de Graças. O filme abriu em 3875 teatros, dos quais a maioria deles - 80% - foi exibido em 3D. Ele também foi exibido em 50 telas premium de grande formato e mais de 400 telas D-Box. Prevê-se que ele leve em torno de US$ 50 milhões em três dias, com US$ 75-85 milhões em cinco dias (algumas estimativas chegam a mais de US$ 90 milhões). Deadline.com disse que os números eram bons para um filme original da Disney e marca um grande rebote para a empresa na esteira de The Good Dinosaur da Pixar no ano anterior, que fez US$ 55 milhões em cinco dias (e totalizou US$ 123 milhões) de um orçamento de produção De US$ 175-200 milhões. A maior ameaça que desafiou a abertura de Moana é Fantastic Beasts and Where to Find Them da Warner Bros., que também é esperado para fazer em torno da mesma quantidade em seu segundo fim de semana. As respostas esmagadoras a Fantastic Beasts e a aclamação geral da crítica se manifesta em seu desempenho de bilheteria, mas dada a sua classificação PG-13, atrairá uma multidão ligeiramente mais velha.
Ele fez 2,6 milhões de dólares desde as prévias a partir da terça-feira, que começou às 7 da noite, o mais alto para um filme da Walt Disney Animation Studios. Em seu dia da abertura, fez US$ 15,7 milhões, um recorde novo para uma abertura de um filme da Walt Disney Animation na quarta-feira (quebrando o recorde de Frozen) e a maior abertura de sempre para um filme lançado pré-Ação de Graças. Em Dia de Ação de Graças, ele ganhou US$ 9905, uma diminuição de 36% de seu dia anterior. Na Black Friday, fez 22,5 milhões de dólares, um aumento de 127% em relação ao dia anterior. Até domingo, o fim de semana de abertura do filme foi de US$ 55,5 milhões em sua estréia de sexta-feira a domingo; e US$ 81,1 milhões de quarta-feira a domingo, a segunda maior abertura de cinco dias no Ação de Graças (atrás de Frozen) e a terceira maior abertura de Ação de Graças (atrás de Frozen e Toy Story 2), destronando Fantastic Beasts do primeiro lugar. Entre todos os filmes que não necessariamente abriram neste fim de semana, mas podem estar em cartaz, Moana está em sexto ambos os termos de abertura de três dias e cinco dias.
A abertura do filme foi considerada um sucesso e outra vitória para a empresa depois de Zootopia e Finding Dory da Pixar terem enormes aberturas, respectivamente, no mesmo ano em março e junho. O "A" do filme no CinemaScore do público, o envolvimento de Dwayne Johnson e seu poder de estrela (que tem cerca de 140 milhões de seguidores/fãs em grandes plataformas de mídia social como Facebook, Instagram e Twitter), a trilha sonora do premiado Lin-Manuel Miranda bem recebida, bem como sua presença, data de lançamento, sucesso do marketing global e apelo multi-geracional do filme foram alguns dos fatores que determinaram a abertura robusta. 74% do público eram famílias, enquanto 36% assistiram em 3D.
Em seu segundo fim de semana, o filme caiu cerca de 50% num total de US$ 28,3 milhões, uma queda menor do que Toy Story 2, Frozen, Tangled e The Good Dinosaur. O filme conseguiu permanecer no topo das bilheterias em seu terceiro fim de semana, apesar da concorrência com novos filmes, ganhando US$ 18,5 milhões e caiu 34%. Moana tornou-se o sexto filme de 2016 a ficar no topo da bilheteria três vezes, depois de Deadpool, Zootopia, The Jungle Book, Finding Dory e Esquadrão Suicida. O filme foi ultrapassado por outra produção da Disney, Rogue One em seu quarto fim de semana, apesar de apenas um declínio marginal.
Moana caiu para o número seis em seu quinto fim de semana, devido à concorrência com novos lançamentos - Sing, Passengers, Why Him? e Assassin's Creed - apesar de uma pequena queda novamente. Ele arrecadou US$ 2,9 milhões no dia de Natal. Na semana do feriado de 23 a 29 de dezembro, o filme terminou em quarto lugar com um total bruto de US$ 26 milhões, que foi 14% acima da semana anterior, apesar de ter saído de 300 cinemas.

#### Mundial
No inicio de dezembro, Moana ficou em terceiro no mercado internacional, atrás de Fantastic Beasts and Where to Find Them e Kimi no Na wa. Internacionalmente, o filme ganhou US$ 16,3 milhões em seu primeiro fim de semana em 12 mercados, a maior parte dos quais veio da China. Em seu segundo fim de semana, o filme expandiu um total de 30 mercados, somando US$ 33.7 milhões adicionais.
Na China, o filme teve um dia de abertura medíocre com apenas US$ 1,9 milhão de 38 000 exibições. No entanto, ele desfrutou de um grande fim de semana no sábado - mesmo que suas telas tenham caído - e no domingo. No total, ele marcou um fim de semana de abertura de US$ 12,3 milhões, o segundo maior para um título de animação da Disney, atrás apenas de Zootopia. Era o número 2 atrás de Fantastic Beasts and Where to Find Them. A Disney acredita que o filme tem um longo caminho a percorrer na China, embora o mercado esteja repleto de novos filmes lançados a cada final de semana (incluindo 6 títulos na próxima semana). No entanto, fortes números da mídia social mostrou entre os mais altos que o estúdio tem visto lá. Semelhante a Zootopia, começou lento e mais tarde se tornou um fenômeno blockbuster, a empresa está esperando o mesmo para Moana. Deadline.com apontou que o filme precisará do marketing local e parcerias para que continue a encontrar audiências e ter impulso. Ele teve uma bem sucedida estréia na França com US$ 5,2 milhões (US$ 6,4 milhões incluindo as prévias), igual a Frozen; Rússia com US$ 5,1 milhões (a quarto melhor abertura de uma animação da Disney ou da Pixar); México com US$ 2,7 milhões e a Espanha com US$ 2 milhões. O filme também teve sucesso na Bélgica, nos Países Baixos e na Suíça francófona. No Reino Unido e na Irlanda, o filme enfrentou a concorrência de Fantastic Beasts - que estava em seu terceiro fim de semana - e, como resultado, registrou uma baixa abertura de apenas £ 2,2 milhões (US$ 2,78 milhões).
O lançamento prosseguirá, na Alemanha, Itália e Austrália em 22 dezembro; Brasil e Coreia do Sul em janeiro; E então Japão em 10 de março, como todos os padrões anteriores de lançamento da Disney.

### Resposta da crítica
Moana recebeu críticas positivas. No site agregador, Rotten Tomatoes, o filme tem uma classificação "certificado fresco" de 96%, com base em 192 avaliações e uma classificação média de 7.8/10. O consenso dos críticos do site diz: "Com uma personagem-título tão tridimensional quanto a sua animação exuberante e uma história que acrescenta profundidade à fórmula testada da Disney, Moana é verdadeiramente uma aventura familiar para qualquer idade". No Metacritic, o filme detém uma pontuação 81 de 100, baseado em 41 avaliações, indicando "aclamação universal". No CinemaScore, o público deu ao filme uma nota média de "A" em uma escala de A + para F.
Escrevendo para o site de Roger Ebert, Christy Lemire deu ao filme três estrelas e meia de quatro, escrevendo, "Moana teria sido muito divertido, independentemente de quando ele saiu, mas a sua chegada a este momento particular da história lhe dá um sentido adicional de significado - bem como inspiração". Joe Morgenstern, do The Wall Street Journal, proclamou que "Moana é linda em várias maneiras do que eu posso dizer, graças ao brilho de muitos animadores do que eu poderia contar".
O mestre da animação, Eric Goldberg, recebeu elogios de críticos e público por sua animação desenhada à mão das tatuagens de Maui, que eles alegaram que "roubaram o show" do filme real animado por CGI.

### Controvérsias
Moana tem sido criticado por perpetuar estereótipos de polinésios, descrevendo Maui com sobrepeso e intelectuais da Oceania tem chamado o filme de apropriação cultural. Além disso, um traje da mershandising foi retirado pela Disney da sua loja online após queixas de ser culturalmente insensível, semelhante a blackface. O traje era uma fantasia do corpo de Maui. O antropológo sociocultural da Universidade Brigham Young do Hawai, Tēvita'Ō. Ka'ili, afirmou que, "apesar da sua importante mensagem girl power, o filme tinha uma falha importante. Não tinha simetria por sua omissão de uma deusa heróica. Disney recorreu à redução do poderoso deus Māui a um unidimensional, egoísta, quase abusivo, bufão para colocar em primeiro plano a força do protagonista do filme Moana". Ele continua explicando que "a omissão de uma deusa-heroína é significativa porque a Polinésia é uma cultura com um vasto panteão de poderosas deusas heroicas. A deusa do deus Māui não foi encontrada em nenhuma parte de Moana da Disney." A jornalista do Fiji Times, Ana Madigibuli, relatou que Disney pode ter usado o Camakau sem permissão da comunidade de Korova. O poeta Karlo Mila da Nova Zelândia, analisou o problema da descrição de Maui no filme, declarando que Maui parece ser a versão Shrek da Disney.
A dublagem de The Rock também foi criticada por uma pronúncia excessivamente americana das palavras maori e samoanas. Embora ele seja samoano, essa crítica também estava ligada a um ponto mais geral sobre a sub-representação dos atores polinésios em Hollywood.

## Prêmios e indicações
| Lista de prêmios e indicações                 | Lista de prêmios e indicações                                 | Lista de prêmios e indicações                                             | Lista de prêmios e indicações | Lista de prêmios e indicações |
| Premiação                                     | Categoria                                                     | Recipientes                                                               | Resultado                     | Ref(s)                        |
| --------------------------------------------- | ------------------------------------------------------------- | ------------------------------------------------------------------------- | ----------------------------- | ----------------------------- |
| Alliance of Women Film Journalists            | Melhor filme de animação                                      | Ron Clements, Don Hall, John Musker e Chris Williams                      | Indicado                      | [ 86 ] [ 87 ]                 |
| Alliance of Women Film Journalists            | Melhor personagem feminina animada                            | Auli'i Cravalho                                                           | Venceu                        | [ 86 ] [ 87 ]                 |
| Annie Awards                                  | Melhor animação                                               | Moana                                                                     | Pendente                      | [ 88 ]                        |
| Annie Awards                                  | Melhor efeitos animados na produção de um longa-metragem      | Marlon West, Erin V. Ramos, Blair Pierpont, Ian J. Coony e John M. Kosnik | Pendente                      | [ 88 ]                        |
| Annie Awards                                  | Melhor design de personagens na produção de um longa-metragem | Bill Schwab e Jin Kim                                                     | Pendente                      | [ 88 ]                        |
| Annie Awards                                  | Melhor Storyboarding na produção de um longa-metragem         | Normand Lemay                                                             | Pendente                      | [ 88 ]                        |
| Annie Awards                                  | Melhor voz na produção de um longa-metragem                   | Auli'i Cravalho                                                           | Pendente                      | [ 88 ]                        |
| Annie Awards                                  | Melhor edição de uma produção longa-metragem                  | Jeff Draheim                                                              | Pendente                      | [ 88 ]                        |
| Chicago Film Critics Association              | Melhor filme de animação                                      | Moana                                                                     | Indicado                      | [ 89 ]                        |
| Critics Choice Awards                         | Melhor animação                                               | Moana                                                                     | Indicado                      | [ 90 ]                        |
| Critics Choice Awards                         | Melhor Canção                                                 | "How Far I'll Go" – Opetaia Foa'i, Mark Mancina e Lin-Manuel Miranda      | Indicado                      | [ 90 ]                        |
| Dallas–Fort Worth Film Critics Association    | Melhor filme de animação                                      | Moana                                                                     | 3º lugar                      | [ 91 ]                        |
| Golden Globe Awards                           | Melhor filme de animação                                      | Moana                                                                     | Pendente                      | [ 92 ]                        |
| Golden Globe Awards                           | Melhor canção original                                        | "How Far I'll Go" – Lin-Manuel Miranda                                    | Pendente                      | [ 92 ]                        |
| Hollywood Music in Media Awards               | Melhor trilha sonora - filme de animação                      | Mark Mancina                                                              | Indicado                      | [ 93 ] [ 94 ]                 |
| Hollywood Music in Media Awards               | Melhor canção - filme de animação                             | "We Know the Way" – Opetaia Foa'i, Mark Mancina e Lin-Manuel Miranda      | Indicado                      | [ 93 ] [ 94 ]                 |
| Houston Film Critics Society                  | Melhor animação                                               | Moana                                                                     | Indicado                      | [ 95 ]                        |
| Houston Film Critics Society                  | Melhor canção original                                        | "How Far I'll Go" – Lin-Manuel Miranda                                    | Indicado                      | [ 95 ]                        |
| NAACP Image Awards                            | Melhor performance de voz                                     | Dwayne Johnson                                                            | Indicado                      | [ 96 ]                        |
| San Diego Film Critics Society                | Melhor filme de animação                                      | Moana                                                                     | Indicado                      | [ 97 ] [ 98 ]                 |
| San Francisco Film Critics Circle             | Melhor filme de animação                                      | Moana                                                                     | Indicado                      | [ 99 ] [ 100 ]                |
| Satellite Awards                              | Melhor animação ou mídia mista                                | Moana                                                                     | Pendente                      | [ 101 ]                       |
| St. Louis Gateway Film Critics Association    | Melhor filme de animação                                      | Moana                                                                     | Pendente                      | [ 102 ]                       |
| St. Louis Gateway Film Critics Association    | Melhor trilha sonora                                          | Moana                                                                     | Pendente                      | [ 102 ]                       |
| St. Louis Gateway Film Critics Association    | Melhor Canção                                                 | "How Far I'll Go"                                                         | Pendente                      | [ 102 ]                       |
| St. Louis Gateway Film Critics Association    | Melhor Canção                                                 | "You're Welcome"                                                          | Pendente                      | [ 102 ]                       |
| Visual Effects Society Awards                 | Melhores efeitos visuais em um filme de animação              | Hank Driskill, Ian Gooding, Nicole P. Hearon e Kyle Odermatt              | Pendente                      | [ 103 ]                       |
| Visual Effects Society Awards                 | Melhor performance animada                                    | Maui – Mack Kablan, Nikki Mull, Matthew Schiller, Marc Thyng              | Pendente                      | [ 103 ]                       |
| Visual Effects Society Awards                 | Melhor criação ambiental em um filme de animação              | Ilha de Motonui – Rob Dressel, Andy Harkness, Brien Hindman, Larry Wu     | Pendente                      | [ 103 ]                       |
| Visual Effects Society Awards                 | Melhores simulações de efeitos visuais                        | Marc Henry Bryant, David Hutchins, John M. Kosnik, Dale Mayeda            | Pendente                      | [ 103 ]                       |
| Washington D.C. Area Film Critics Association | Melhor Animação                                               | Moana                                                                     | Indicado                      | [ 104 ]                       |
| Washington D.C. Area Film Critics Association | Melhor Performance Vocal                                      | Auli'i Cravalho                                                           | Indicado                      | [ 104 ]                       |
| Women Film Critics Circle                     | Melhor Personagem Feminina                                    | Moana                                                                     | Venceu                        | [ 105 ]                       |

## Outras Mídias

### Sequência
Em fevereiro de 2024, foi anunciado que uma sequência seria lançada em novembro do mesmo ano, dirigida por Dave Derrick Jr. Também foi lançada um primeiro teaser de 16 segundos.  Foi originalmente anunciado em dezembro de 2020 como uma série de televisão para Disney+ antes de ser transformado em um longa-metragem. O filme foi lançado em 27 de novembro de 2024.

### Adaptação Live-Action
Em abril de 2023, o The Hollywood Reporter informou que a Walt Disney Pictures estava desenvolvendo uma adaptação live-action de Moana que seria produzida por Dwayne Johnson, Dany Garcia e Hiram Garcia, sob sua produtora Seven Bucks Productions, e Beau Flynn da Flynn Pictures Co. ., produção executiva de Auli'i Cravalho e Scott Sheldon, e escrita por Jared Bush, com Catherine Laga'aia dando vida a protagonista Moana, e com Dwayne definido para reprisar seu papel como Maui. 

Atualmente, está programado para lançamento nos cinemas em 10 de julho de 2026 nos Estados Unidos,  embora espera-se que seja adiado, por conta do lançamento da sequência em 2024.